# Az RB Leipzig 2011–2012-es szezonja
Az Az RB Leipzig 2011-2012-es szezonjában a Regionalliga Nord harmadik helyén zárt a csapat. Az Német kupa 2011-2012-es kiírásában az 1. fordulóban a VfL Wolfsburg ellen 3-2-re nyertek, majd a következő fordulóban az FC Augsburg ellen kiestek. A csapat vezetőedzője az osztrák Peter Pacult volt, míg a csapat legeredményesebb játékosa Daniel Frahn volt.

## Keret

### Kapusok
- Andreas Kerner
- Benjamin Bellot
- Pascal Borel

### Védők
- Marcus Hoffmann
- Tomasz Wisio
- Tim Sebastian
- Umut Koçin
- Niklas Hoheneder
- Matthias Buszkowiak
- Fabian Franke
- Christian Müller

### Középpályások
- Pekka Lagerblom
- Henrik Ernst
- Alexander Laas
- Timo Rost
- Thiago Rockenbach
- Daniel Rosin
- Bastian Schulz
- Maximilian Watzka
- Timo Röttger
- Tom Geißler
- Paul Schinke
- Steven Lewerenz
- Sebastian Heidinger

### Támadók
- Roman Wallner
- Daniel Frahn
- Stefan Kutschke
- Carsten Kammlott

## Szakmai stáb
| Vezetőedző   | Másodedző | Kapusedző       | Fitnessedző          | Gyógytornász  | Gyógytornász  | Gyógytornász | Gyógytornász | Csapatorvos |
| Peter Pacult | Tom Stohn | Perry Bräutigam | Christian Canestrini | Wolfgang Loos | Ingmar Genehr | Werner Kranz | Anja Strobel | Göran Wild  |

## Mérkőzések

### Regionalliga Nord
- SV Meppen – RB Leipzig 0–1
- 0–1 Röttger  89'
- RB Leipzig – Hamburger SV II 1–2
- 0–1 Bertram  9'
- 1–1 Kutschke  51'
- 1–2 Brügmann  80'
- SV Wilhelmshaven – RB Leipzig 1–3
- 0–1 Frahn  9'
- 0–2 Frahn  54'
- 0–3 Sebastian  77'
- 1–3 Fossi  81' (pen.)
- RB Leipzig – TSV Havelse 4–1
- 0–1 Vucinovic  29'
- 1-1 Rockenbach  55'
- 2–1 Kutschke  71'
- 3–1 Frahn  86'
- 4–1 Rosin  89'
- VfB Lübeck – RB Leipzig 0–5
- 0–1 Kutschke  29'
- 0–2 Röttger  34'
- 0–3 Frahn  42'
- 0–4 Kutschke  53'
- 0–5 Kutschke  55'
- RB Leipzig – 1. FC Magdeburg 1–1
- 0–1 Krieger  31'
- 1-1 Röttger  57'
- Hertha BSC II – RB Leipzig 1–2
- 1–0 Djuricin  11' (pen.)
- 1-1 Frahn  72'
- 1–2 Geißler  78'
- RB Leipzig – VFC Plauen 1–1
- 0–1 Zimmermann  47'
- 1-1 Lagerblom  72'
- Energie Cottbus II – RB Leipzig 0–1
- 0–1 Röttger  39'
- RB Leipzig – St. Pauli II 1–1
- 1–0 Frahn  34'
- 1-1 Pini  58'
- ZFC Meuselwitz – RB Leipzig 1–3
- 0–1 Frahn  12'
- 1–1 F. Müller  34'
- 1–2 Röttger  41'
- 1–3 Frahn  51'
- RB Leipzig – Hannover 96 II 4–0
- 1–0 Frahn  13'
- 2-0 Franke  30'
- 3-0 Kutschke  47'
- 4-0 Heidinger  81'
- RB Leipzig – Holstein Kiel 2–1
- 0–1 Kazior  35' (pen.)
- 1-1 Frahn  37' (pen.)
- 2-1 Frahn  60'
- Berliner AK 07 – RB Leipzig 1–4
- 0–1 Kutschke  13'
- 1–1 Altiparmak  45'
- 1–2 Rockenbach  56'
- 1–4 Kutschke  67'
- RB Leipzig – Germania Halberstadt 3–2
- 0–1 Scheidler  65'
- 0-2 Beck  67'
- 1-2 Hoffmann  81'
- 2–2 Frahn  84' (pen.)
- 3–2 Rockenbach  86'
- VfL Wolfsburg II – RB Leipzig 0–2
- 0–1 Heidinger  62'
- 0–2 Frahn  90'
- RB Leipzig – Hallescher FC 0–1
- 0–1 Teixeira Rebelo  35'
- RB Leipzig – SV Meppen 3–2
- 0-1 Hartwig  8'
- 1-1 Geißler  11'
- 2-1 Frahn  42' (pen.)
- 3–1 Frahn  54'
- 3–2 Nacar  68'
- Hamburger SV II – RB Leipzig 1–0
- 1–0 Kelbel  37'
- RB Leipzig – SV Wilhelmshaven 8–2
- 1-0 Frahn  14'
- 2-0 Wallner  26'
- 3-0 Wallner  42'
- 4–0 C. Müller  45'
- 5–0 Ernst  48'
- 5–1 Sembolo  72'
- 6–1 Frahn  78'
- 6–2 Sembolo  79'
- 7–2 Kutschke  84'
- 8–2 Wallner  88'
- TSV Havelse – RB Leipzig 1–1
- 1–0 Beismann  6'
- 1–1 Frahn  90+2' (pen.)
- RB Leipzig – VfB Lübeck 1–0
- 1-0 Wallner  10'
- 1. FC Magdeburg – RB Leipzig 0–3
- 0–1 Franke  52'
- 0–2 Wallner  67'
- 0–3 Frahn  79' (pen.)
- RB Leipzig – Hertha BSC II 1–0
- 1-0 Frahn  18'
- VFC Plauen – RB Leipzig 1–5
- 0–1 Frahn  8'
- 0–2 Frahn  25'
- 1–2 Rupf  31'
- 1–3 Rockenbach  36'
- 1–4 Ernst  38'
- 1–5 Heidinger  68'
- RB Leipzig – Energie Cottbus II 1–1
- 1-0 Sebastian  18'
- 1-1 Hebler  82'
- St. Pauli II – RB Leipzig 1–2
- 1–0 Kurczynski  64'
- 1–1 Kutschke  70'
- 1–2 Kutschke  90+2'
- RB Leipzig – ZFC Meuselwitz 0–1
- 0-1 Weis  3'
- Hannover 96 II – RB Leipzig 0–2
- 0–1 Kurczynski  13' (pen.)
- 0–2 Kutschke  45'
- Holstein Kiel – RB Leipzig 1–0
- 1–0 Sykora  56'
- RB Leipzig – Berliner AK 07 2–1
- 1-0 Wallner  43'
- 2-0 Kutschke  49'
- 2-1 Osadchenko  77'
- Germania Halberstadt – RB Leipzig 2–3
- 0–1 Frahn  19' (pen.)
- 1–1 Scheidler  24'
- 1–2 Frahn  45+3'
- 1–3 Sebastian  82'
- 2–3 Georgi  83'
- RB Leipzig – VfL Wolfsburg II 2–2
- 1-0 Frahn  40' (pen.)
- 1-1 Schlimpert  74'
- 2-1 Hoheneder  87'
- 2-2 Polter  90+1'
- Hallescher FC – RB Leipzig 0–0

Tabella
| # | Csapat           | M  | Gy | D | V  | Lg | Kg | Gk  | P  | Megjegyzés                   |
| - | ---------------- | -- | -- | - | -- | -- | -- | --- | -- | ---------------------------- |
| 1 | Hallescher FC    | 34 | 23 | 8 | 3  | 53 | 15 | +38 | 77 | 2011-12 Fußball-Regionalliga |
| 2 | Holstein Kiel    | 34 | 24 | 3 | 7  | 73 | 31 | +42 | 75 |                              |
| 3 | RB Leipzig       | 34 | 22 | 7 | 5  | 71 | 30 | +41 | 73 |                              |
| 4 | VfL Wolfsburg II | 34 | 14 | 9 | 11 | 52 | 40 | +12 | 51 |                              |
| 5 | TSV Havelse      | 34 | 14 | 9 | 11 | 54 | 46 | +8  | 51 |                              |

Utolsó frissítés: 2013. február 23.
Forrás: 
Rendezési elv: 1. pontszám; 2. gólkülönbség; 3. lőtt gólok.
# = helyezés; M = játszott meccsek száma; Gy = győzelmek; D = döntetlenek; V = vereségek; Lg = lőtt gólok; Kg = kapott gólok; Gk = gólkülönbség; Pont = pontok; (B) = bajnok; (K) = kiesett; (F) = feljutott.

#### Góllövőlista
- Daniel Frahn 26
- Stefan Kutschke 13
- Roman Wallner 6
- Timo Röttger 5

### DFB-Pokal
- RB Leipzig – VfL Wolfsburg 3–2
- 1–0 Frahn  6'
- 2-0 Frahn  17'
- 2-1 Lakić  25'
- 2-2 Salihamidžić  28'
- 3-2 Frahn  45'
- RB Leipzig – FC Augsburg 0–1
- 0–1 Brinkmann  47'

#### Góllövőlista
- Daniel Frahn 3

## Külső hivatkozások
- Statisztika – transfermarkt.co.uk